# Transfinitno število
Transfinitno število je vsako kardinalno ali ordinalno število, ki je večje kot katerokoli končno število, vendar ni absolutno neskončno.
Izraz je skoval nemški matematik Georg Ferdinand Cantor (1845 – 1918).

## Definicija
Znana sta dva načina obravnavanja transfinitnih števil, to so ordinalna in kardinalna števila. Za razliko od končnih ordinalnih in kardinalnih števil transfinitna ordinalna in kardinalna števila določajo različna števila:
- število ω je definirano kot najnižje transfinitno ordinalno število
- Alef nič (oznaka {\displaystyle \aleph _{0}\,}) je prvo transfinitno kardinalno število. Predstavlja kardinalnost neskončne množice naravnih števil. Če velja aksiom izbire, je naslednje večje kardinalno število Alef ena (oznaka {\displaystyle \aleph _{1}\,}). Vsekakor ni kardinalnih števil med številoma alef nič in alef ena.